# Michele Pace del Campidoglio

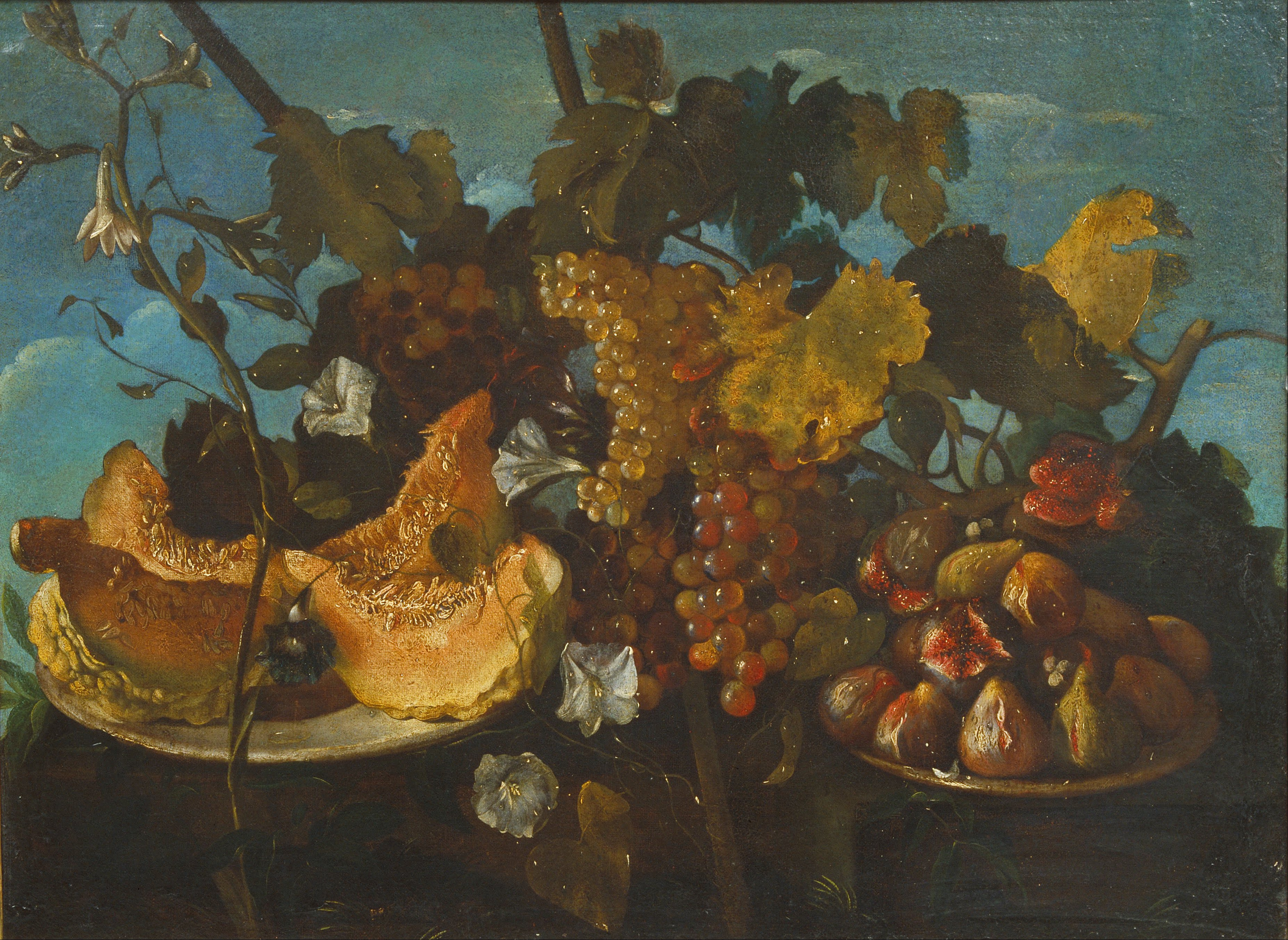
Obra conservada al MNAC.

Michele Pace del Campidoglio (Roma, 1610- 1670), va ser un pintor italià especialitzat en natures mortes. La gran part de la seva producció es basa en obres amb flors i fruites. Va ser aprenent al taller de Benedetto Fioravanti, i va ser anomenat Di Campidoglio pel petit taller que tenia al Campidoglio, a la colina del Capitoli, a Roma. Va morir el 1670.
El Museu Nacional d'Art de Catalunya conserva obra seva.